# Okręg Neamț
Neamț – okręg w północno-wschodniej Rumunii (Mołdawia zachodnia), ze stolicą w mieście Piatra Neamț.  W 2011 roku liczył 470 766 mieszkańców. Okręg ma powierzchnię 5896 km², a gęstość zaludnienia w 2002 roku wynosiła 99 osób/km².

## Struktura narodowościowa
Według spisu ludności z roku 2011 okręg Neamț zamieszkiwały następujące narodowości:
- Rumuni - 93,4%
- Romowie - 1,4%
- Rosjanie - 0,043%
- Węgrzy - 0,021%
- Włosi - 0,017%
- Niemcy - 0,015%
- Turcy - 0,008%
- Żydzi - 0,007%
- Grecy - 0,006%
- Ukraińcy - 0,005%

## Miasta
- Piatra Neamț
- Roman
- Târgu Neamț
- Bicaz
- Roznov

## Gminy
- Agapia
- Alexandru cel Bun
- Bahna
- Bălțătești
- Bârgăuani
- Bicaz-Chei
- Bicazu Ardelean
- Bâra
- Bodești
- Boghicea
- Borca
- Borlești
- Botești
- Bozieni
- Brusturi
- Cândești
- Ceahlău
- Cordun
- Costișa
- Crăcăoani
- Dămuc
- Dobreni
- Dochia
- Doljești
- Dragomirești
- Drăgănești
- Dulcești
- Dumbrava Roșie
- Farcașa
- Făurei
- Gâdinți
- Gârcina
- Gherăești
- Ghindăoani
- Girov
- Grințieș
- Grumăzești
- Hangu
- Horia
- Icușești
- Ion Creangă
- Mărgineni
- Moldoveni
- Negrești
- Oniceni
- Păstrăveni
- Pâncești
- Pângărați
- Petricani
- Piatra Șoimului
- Pipirig
- Podoleni
- Poiana Teiului
- Poienari
- Răucești
- Războieni
- Rediu
- Români
- Ruginoasa
- Sagna
- Săbăoani
- Săvinești
- Secuieni
- Stănița
- Ștefan cel Mare
- Tarcău
- Tașca
- Tazlău
- Tămășeni
- Timișești
- Trifești
- Tupilați
- Țibucani
- Urecheni
- Valea Ursului
- Văleni
- Vânători-Neamț
- Zănești